# Jeff Reine-Adélaïde
Jeff Reine-Adélaïde (* 17. Januar 1998 in Champigny-sur-Marne) ist ein französischer Fußballspieler. Der Flügelspieler steht aktuell bei Heracles Almelo unter Vertrag. Darüber hinaus spielte er für verschiedene französische Nachwuchsnationalmannschaften.

## Karriere

### Vereine
Jeff Reine-Adélaïde, dessen Wurzeln in Martinique liegen, wurde in Champigny-sur-Marne im Pariser Ballungsraum geboren und trat als Kind dem Champigny FC 94 in seiner Geburtsstadt bei, bevor er über die US Torcy in die Fußballschule des nordfranzösischen Traditionsvereins RC Lens wechselte. Dort stand er im April 2015 erstmals im Profikader, kam allerdings nicht zum Einsatz.
Im Sommer 2015 wechselte Reine-Adélaïde nach England zum FC Arsenal. Sein Debüt für Arsenal gab er am 9. Januar 2016 im FA Cup gegen den AFC Sunderland. Für die Nachwuchsteams des FC Arsenal (U18 und U23) kam er insgesamt zu mindestens 33 Pflichtspielen, in denen Reine-Adélaïde 3 Tore erzielte. Für das Profiteam kam er zu acht Einsätzen, allesamt im FA Cup.
Anfang 2018 wurde Reine-Adélaïde bis zum Ende der Saison 2017/18 in sein Geburtsland an den Erstligisten SCO Angers verliehen. Sein Debüt in der Ligue 1 gab er als 20-jähriger am 10. Februar 2018 bei der 0:4-Heimniederlage gegen die AS Monaco. Er sammelte in Angers Spielpraxis und kam zu zehn Einsätzen. Zur Saison 2018/19 wurde er fest verpflichtet. In Angers gelang Reine-Adélaïde der Durchbruch, als er sich in der Startelf etablierte. In 35 Punktspielen gelangen ihm jeweils 3 Tore und Vorlagen.
Daraufhin verließ er den SCO Angers und wechselte zum Spitzenklub und Champions-League-Teilnehmer Olympique Lyon. Dort spielte Reine-Adélaïde – auch aufgrund eines Kreuzbandrisses – bis zum Saisonabbruch, die aufgrund der COVID-19-Pandemie erfolgte, in lediglich 14 Punktspielen und erzielte 2 Tore, die erneute Qualifikation für den internationalen Wettbewerb wurde verpasst. In der Königsklasse erreichte Olympique Lyon das Halbfinale, nachdem in den K.O.-Runden Juventus Turin sowie Manchester City ausgeschaltet wurden, und traf dort auf den späteren Titelträger FC Bayern München, gegen die die Lyoner mit einer 0:3-Niederlage ausschied.
Anfang Oktober 2020 wechselte der Franzose per Leihe zum Ligakonkurrenten OGC Nizza. Nizza musste eine Leihgebühr von 500.000 € bezahlen, welche sich aufgrund von Bonuszahlungen am Ende verdoppelt hätte, falls Nizza einen europäischen Wettbewerb erreicht hätte. Die Kaufoption in Höhe von 25 Millionen Euro zog der Verein nicht. Im Januar 2023 folgte eine Leihe zu ES Troyes AC bis Saisonende.
Nach Ablauf der Leihe wechselte er Anfang September 2023 zu RWD Molenbeek nach Belgien. Er bestritt in seiner ersten Saison 25 von 31 möglichen Ligaspielen, in denen er zwei Tore schoss, sowie zwei Pokalspielen mit einem geschossenen Tor für RWDM. Die Saison endete mit dem Abstieg des Vereins in die Division 1B.
Ende August 2024 wechselte Reine-Adélaïde in die italienische Serie B zur US Salernitana.
Im Sommer 2025 folgte ein weiterer Wechsel zu Heracles Almelo.

### Nationalmannschaft
Reine-Adélaïde durchläuft seit der U-16 die Jugendnationalmannschaften des französischen Fußballverbandes. Mit der U-17-Auswahl nahm er im Mai 2015 an der U-17-Europameisterschaft in Bulgarien teil und gewann mit seiner Mannschaft den Titel. Im Oktober 2015 stand Reine-Adélaïde auch im französischen Kader für die U-17-Weltmeisterschaft in Chile, bei der Frankreich im Achtelfinale an Costa Rica scheiterte.

## Erfolge
FC Arsenal
- Englischer Vizemeister: 2016
- FA-Cup-Sieger: 2017

Nationalmannschaft
- U-17-Europameister: 2015

Auszeichnungen
- Spieler des Monats der Ligue 1: November 2019